# Phương Trung
Phương Trung là một xã thuộc huyện Thanh Oai, thành phố Hà Nội, Việt Nam.
Xã Phương Trung có diện tích 4,82 km², dân số năm 1999 là 13.070 người, mật độ dân số đạt 2.712 người/km².